# 岩佐陽一
岩佐 陽一（いわさ よういち、1967年1月21日 - ）、フリーライター・編集者・プロデューサー。神奈川県生まれ。株式会社バッドテイスト代表取締役。懐かしもの系全般のライターとして活動する傍ら、TV番組や映画等を企画・プロデュース。

## 著書
- 70年代カルトTV図鑑 : レインボーマンは総理大臣に米不足の解消を嘆願していた 岩佐陽一 著 ネスコ 1996 のち文春文庫plus
- なつかしのTV青春アルバム!
  - なつかしのTV青春アルバム! 動哭編 岩佐陽一 著 芸文社 1997
  - なつかしのTV青春アルバム! v.2(闘魂編) 岩佐陽一 著 芸文社 1997
  - なつかしのTV青春アルバム! v.3(清貧編) 岩佐陽一 著 芸文社 1997
- まんが秘宝 = comic treasure
  - まんが秘宝 = comic treasure ; v.1 ぶっちぎりヒーロー道 編著 洋泉社 1997
  - まんが秘宝 = comic treasure ; v.2 つっぱりアナーキー王 編著 洋泉社 1997
  - まんが秘宝 = comic treasure ; v.3 まんがチャンピオンまつり 編著 洋泉社 1998
- ジャリカル秘宝 Vol. 1 冒険!おもちゃ箱!! 洋泉社MOOK 1998
- 最終回にほえろ!
  - 最終回にほえろ! : テレビの結末大解剖! 岩佐陽一 著 同文書院 1998 (20世紀テレビ読本)
  - 最終回にほえろ! : あの感動を,もう一度 pt.2 岩佐陽一 著 同文書院 1998 (20世紀テレビ読本)
  - 最終回にほえろ! pt.3 岩佐陽一 著 同文書院 2000 (20世紀テレビ読本)
  - 最終回にほえろ! : 名作編 岩佐陽一 著 筑摩書房 2004 (ちくま文庫)
  - 最終回にほえろ! : 傑作編 岩佐陽一 著 筑摩書房 2004 (ちくま文庫)

- ゲッターロボ大全 岩佐陽一 編,永井豪, 石川賢 原著 双葉社 1998 (Getter robot chronicle)
- ゲッターロボ大全G 岩佐陽一 編,永井豪, 石川賢 原著 双葉社 1999 (Getter robot chronicle ; 2)
- カルト怪獣コレクション : 20世紀テレビ&映画読本 : 特撮・アニメを飾った、もう一つの怪獣史!! 岩佐陽一 著 同文書院 1999
- 仮面ライダー大全 石ノ森章太郎 原著,岩佐陽一 編 双葉社 2000
- シルバー仮面アイアンキングレッドバロン大全 : 宣弘社ヒーローの世界 岩佐陽一 編 双葉社 2001
- 秘密戦隊ゴレンジャー大全 : 仮面怪人大百科 岩佐陽一 編,石ノ森章太郎 原著 双葉社 2001
- 仮面ライダー激闘ファイル 岩佐陽一 編・著,石ノ森章太郎 原著 双葉社 2001
- なつかしのTV青春アルバム! : 特撮・アクションドラマ篇 岩佐陽一 著 文藝春秋 2001 (文春文庫plus)
- 仮面ライダーV3大全 岩佐陽一 編,石ノ森章太郎 原著 双葉社 2001
- レインボーマン・ダイヤモンド・アイ・コンドールマン大全 : 70's川内康範ヒーローの世界川内康範 原著,岩佐陽一 編 双葉社 2002
- キカイダー大全 : 人造人間キカイダーキカイダー01の世界 石ノ森章太郎 原著,岩佐陽一 編・著 双葉社 2002
- 電人ザボーガー大全 岩佐陽一 編 双葉社 2002
- 青春「昭和アイドル」大図鑑 岩佐陽一, 文藝春秋 編・著 文藝春秋 2003
- アクマイザー3超神ビビューン大全 岩佐陽一 編,石ノ森章太郎 原著 双葉社 2003
- イナズマン大全 : イナズマンイナズマンFの世界 岩佐陽一 編,石ノ森章太郎 原著 双葉社 2003
- コン・バトラーVボルテスVダイモスダルタニアス大全 : 長浜忠夫ロマンロボットアニメの世界 岩佐陽一 編 双葉社 2003
- 仮面ライダーX・アマゾン・ストロンガー大全 堤哲哉 他著,岩佐陽一 編 双葉社 2004
- 戦国自衛隊大全 : 『戦国自衛隊』『戦国自衛隊1549』の世界 岩佐陽一 編 双葉社 2005
- 昭和特撮大全 : 蘇る伝説のヒーローたち 岩佐陽一 著 三才ブックス 2008

## 映画
- 犬刑事 INU-DEKA（1999年） 第2ャー!!「恐怖!ウマすぎて死んだ男」 脚本／プロデューサー／美術制作／出演
- 魔神騎士JACK☆GEIST（ベッキー主演作品）（2000年） - プロデューサー
- 渋谷怪談2（2004年） - プロデューサー
- 妄想少女2（2006年） - プロデューサー
- バトルキャッツ！（2012年）- プロデューサー
- 鳥を見て！（2012年） - プロデューサー
- おやじの釜めしと編みかけのセーター（八名信夫初監督・脚本・主演作品）（2016年）- 製作協力

## テレビドラマ
- 都市伝説バスター（2014年 チバテレビ）-　脚本／プロデューサー／美術制作
- 妖怪女学園（2014年 チバテレビ）-　脚本／プロデューサー／美術制作
- 20世紀未来テデロス（2015 東急iTSCOMチャンネル）-　脚本／プロデューサー／美術制作
- 越後怪談（2016 チバテレビ）-　脚本／プロデューサー／美術制作
- 都市伝説バスターNext stage（2016 チバテレビ）-　脚本／プロデューサー／美術制作
- 越後怪談2（2016 チバテレビ）-　脚本／プロデューサー／美術制作
- 温泉拳士（2016 チバテレビ）-　脚本／プロデューサー／美術制作
- 霊魔の街（2017年 新潟テレビ21）- 企画製作/プロデューサー